# آرتور هاردی (بازیکن فوتبال)
آرتور هاردی (انگلیسی: Arthur Hardy؛ زادهٔ) بازیکن فوتبال اهل بریتانیا است.
از باشگاه‌هایی که در آن بازی کرده‌است می‌توان به باشگاه فوتبال دربی کانتی اشاره کرد.